# Province de Sajama
La province de Sajama (en espagnol : Provincia de Sajama) est une des 16 provinces du département d'Oruro, en Bolivie. Son chef-lieu est la ville de Curahuara de Carangas.